# Hiệp hội bóng đá Đức
Hiệp hội bóng đá Đức (tiếng Đức: Deutscher Fußball-Bund [ˈdɔʏ̯t͡ʃɐ ˈfuːsbalbʊnt]; DFB [deːʔɛfˈbeː]) là cơ quan quản lý bóng đá ở Đức. Đây chính là thành viên sáng lập của cả FIFA và UEFA, DFB có thẩm quyền đối với hệ thống giải đấu bóng đá Đức và quản lý các đội tuyển quốc gia của nam và của nữ. Trụ sở DFB nằm ở thành phố Frankfurt. Thành viên duy nhất của DFB là Deutsche Fußball Liga (DFL), tổ chức các giải chuyên nghiệp như Bundesliga và 2. Bundesliga, cùng với 5 hiệp hội khu vực và 21 hiệp hội bang, tổ chức các giải đấu thuộc các cấp độ bán chuyên nghiệp và nghiệp dư. 21 hiệp hội bang của DFB có tổng cộng hơn 25.000 câu lạc bộ với hơn 6,8 triệu thành viên, biến DFB trở thành liên đoàn thể thao lớn nhất trên thế giới.